# Daucus hochstetteri
Daucus hochstetteri är en växtart i släktet morötter (Daucus) och familjen flockblommiga växter.
Arten är en ettårig ört som förekommer i Etiopien och Eritrea. Den beskrevs av Alexander Braun ex Adolf Engler 1921.